# Абу Исхак ас-Салаби
Абу́ Исха́к А́хмад ибн Муха́ммад ас-Са’лаби́ (араб. أحمد الثعلبي‎; ум. 1035) — исламский богослов, толкователь Корана, историограф.

## Биография
Его полное имя: Абу Исхак Ахмад ибн Мухаммад ибн Ибрахим ан-Нисабури ас-Салиби. О его жизни известно мало. Умер в месяце мухаррам 427 года хиджры (ноябрь 1035 г.).

## Труды
Известен двумя работами. Первый работа — многотомный тафсир «аль-Кашф ва ’ль-бая́н ’ан тафсир аль-Кур’а́н». Исламские богословы выражали сомнение относительно авторитетности его тафсира, так как в нём представлены передачи от Мукатиля ибн Сулеймана, Мухаммада аль-Кальби и других ненадёжных передатчиков. Этим, вероятно, объясняется долгое отсутствие публикации его тафсира. Сочинение «Муалим ат-танзиль» аль-Багави (ум. 1122) считается сокращённым вариантом труда ас-Салаби.
Вторая известная работа ас-Салаби — книга по истории пророков «Араис аль-Маджалис фи кисас аль-анбия», которая используется в качестве тафсир. Наиболее ранним считается издание 1286 года (Булак). События в книге описаны в соответствии с исторической последовательностью пророков, с использованием тех же источников, какие использовал ат-Табари. Работа ас-Салаби стала стандартным источником по истории пророков, наряду с работой аль-Кисаи.